# Liste der Bodendenkmäler in Bischofsmais
Auf dieser Seite sind die Bodendenkmäler in der niederbayerischen Gemeinde Bischofsmais zusammengestellt. Diese Tabelle ist eine Teilliste der Liste der Bodendenkmäler in Bayern. Grundlage ist die Bayerische Denkmalliste, die auf Basis des Bayerischen Denkmalschutzgesetzes vom 1. Oktober 1973 erstmals erstellt wurde und seither durch das Bayerische Landesamt für Denkmalpflege geführt wird. Die folgenden Angaben ersetzen nicht die rechtsverbindliche Auskunft der Denkmalschutzbehörde.

## Bodendenkmäler der Gemeinde Bischofsmais

### Bodendenkmäler im Ortsteil Bischofsmais
| Lage                                 | Objekt | Akten-Nr.     | Bild                                                        |
| ------------------------------------ | --- | ------------- | ----------------------------------------------------------- |
| Bischofsmais Kirchplatz 1 (Standort) | Untertägige Befunde des Mittelalters und der frühen Neuzeit im Bereich der Katholischen Pfarrkirche St. Jakobus der Ältere mit zugehörigem, partiell aufgelassenen Friedhof in Bischofsmais, darunter die Spuren von Vorgängerbauten bzw. älteren Bauphasen. | D-2-7044-0015 | weitere Bilder                                              |
| Bischofsmais (Standort)              | Untertägige Befunde des Mittelalters und der frühen Neuzeit im Bereich der Katholischen Wallfahrtskirche St. Hermann sowie der Brunnen- und Einsiedeleikapelle in Sankt Hermann, darunter die Spuren von Vorgängerbauten bzw. älteren Bauphasen.             | D-2-7044-0022 | Untertägige Befunde des Mittelalters und der frühen Neuzeit |
| Bischofsmais (Standort)              | Untertägige Befunde des Mittelalters und der frühen Neuzeit im Bereich der abgegangenen Degenhardkapelle. | D-2-7044-0027 |                                                             |

### Bodendenkmäler im Ortsteil Habischried
| Lage                   | Objekt                                                                                       | Akten-Nr.     | Bild |
| ---------------------- | -------------------------------------------------------------------------------------------- | ------------- | ---- |
| Habischried (Standort) | Historischer Altweg der frühen Neuzeit.                                                      | D-2-7044-0005 |      |
| Habischried (Standort) | Frühneuzeitliche Dorfwüstung Oberbreitenau mit abgegangener frühneuzeitlicher Waldglashütte. | D-2-7044-0006 |      |
| Habischried (Standort) | Mittelalterliche Hofwüstung im Bereich der Einöde Hartwachsried.                             | D-2-7044-0025 |      |

### Bodendenkmäler im Ortsteil Hochdorf
| Lage                             | Objekt | Akten-Nr.     | Bild |
| -------------------------------- | --- | ------------- | ---- |
| Hochdorf (Standort)              | Untertägige Befunde des Mittelalters im Bereich eines verebneten Turmhügels bei Burgstall. Mittelalterlich-frühneuzeitlicher Erdstall. | D-2-7044-0001 |      |
| Hochdorf Bischofsmais (Standort) | Mittelalterlicher Burgstall Schloßberg.                                                                                                | D-2-7044-0002 |      |